# Cupriavidus gilardii
Cupriavidus gilardii es una especie de bacteria Gram-negativa, aeróbica, mótil y oxidasa positiva del género Cupriavidus y de la familia Burkholderiaceae. Posee un único flagelo polar. El nombre de la especie es en honor de G.L. Gilardi,  un microbiólogo estadounidense. El organismo se identificó inicialmente como Ralstonia gilardii en 1999, pero se le cambió el nombre a Wautersiella gilardii y, más recientemente, fue trasladada al género Cupriavidus después de que la secuenciación del gen 16S rRNA revelase que estaba más estrechamente relacionado con Cupriavidus necator. En particular, las especies de este género no son inhibidas por el cobre debido a la producción de factores de quelación y, de hecho, pueden ser estimuladas por la presencia de cobre.

## Importancia clínica
Cupriavidus gilardii puede ser resistente a múltiples agentes antibióticos. En cultivos de heces se ha detectado que C. gilardii puede ser resistente a los carbapenémicos y se la ha relacionado con infecciones mortales en humanos.